# Jan Hess
Jan Hess, właśc. Johann Heß (ur. 23 września 1490 w Norymberdze, zm. 5 stycznia 1547 we Wrocławiu) – teolog luterański, mówca i znany w całej Europie reformator religijny.

## Życie i twórczość Jana Hessa

### Początki działalności religijnej
Jan Hess studiował sztuki wyzwolone oraz prawo w Lipsku i Wittenberdze. Umiłowanie historii, połączone z gruntowną lekturą pism ojców Kościoła i Biblii, zbliżyło go do szerzącego się wtedy humanizmu. Był zaprzyjaźniony z wittenberskim konwentem augustianów (od 1511), do którego należał między innymi Marcin Luter. Od 1513 pełnił odpowiedzialną funkcję sekretarza biskupa wrocławskiego Jana V Turzo w jego siedzibie w Nysie. Następnie studiował teologię w Bolonii, a w 1519 został doktorem tej nauki. Oznaczało to w praktyce erudycyjne i jednocześnie filologiczne przygotowanie do dalszych, tym razem już samodzielnych, rozważań o prawdach Pisma świętego i językach, w jakich zostały napisane. Zaraz też powrócił na Śląsk, podążając przez Wittenbergę, w której zaprzyjaźnił się z Filipem Melanchtonem.

### Działalność duszpasterska – obrońca nowej wiary
W 1520 przyjął święcenia kapłańskie. Polemika w polityce kościelnej na temat luteranizmu spowodowała, że jego związki z wyżej wymienionym miastem stały się jeszcze mocniejsze, co nie było bez znaczenia w dobie szerzących się, skrajnych niekiedy, form protestu przeciwko katolicyzmowi. Od 1523 roku pełnił urząd pastorski w kościele świętej Marii Magdaleny we Wrocławiu, a zarazem był obrońcą ewangelicyzmu i żarliwym nauczycielem wymowy (słynne dysputy o wyższości wiary nad uczynkami – kwiecień 1524). W tym też czasie zawarł przymierze z radą reformacyjnej służby bożej, a nawet udało mu się również poprawić nadwątlone stosunki z dawnym protektorem i mecenasem – biskupem Janem V Turzo. Wynika z tego jego niechęć do ostrej konfrontacji z dominującym jeszcze katolicyzmem, co więcej – unikał on niepotrzebnych, jak uważał, zadrażnień.

### Pisarstwo religijne i pomoc ubogim
Niezależnie od tego, Hess prowadził działalność pisarską i wspomagał biednych. Podjął inicjatywę budowy Szpitala Zbawiciela (1526). Teologię uprawiał wspólnie z Ambrożym Moibanem, reformatorem wrocławskim, a później legnickim. Hess stawał zdecydowanie w obronie nowej wiary. Od 1540 roku był w kontakcie z braćmi czeskimi, zaś w 1541 przez krótki czas uczestniczył z nimi w dialogu religijnym w Ratyzbonie, próbując uzgadniać wspólne prawdy wiary, między innymi fundamentalne ustalenie o wyłączność Biblii w sprawach wiary i moralności.

### Znaczenie Hessa dla historii Reformacji
Hess łączył gruntowną wiedzę filozoficzną, teologiczną oraz biblijną, z jednoczesną stanowczością przekonań w swoich argumentacjach odwoływał się zazwyczaj do Biblii, ponieważ uważał je za rozstrzygające wszelkie spory źródło prawdy. Doskonale znał historię Kościoła i potrafił bez trudu wskazywać powody błędów i trudności doktrynalnych. Stosował rzadkie wtedy metody postępowania, które odrzucały obrażanie przeciwników religijnych i ich programową negację, a wprowadzały porządek badawczy i istotne zasady tolerancji czy wręcz godziły się na pewne kompromisy konfesyjne.